# Arlette
Arlette is een meisjesnaam.
Arlette is een Franse voornaam, mogelijk afgeleid van de Normandische naam Herleva (welke weer een Anglo-Scandinavische oorsprong heeft; het prefix herl komt ook in het woord harlekijn voor).
Mogelijk ook is de naam afgeleid van het Germaanse erelas, waar ook het Engelse "earl" (edelman) op teruggaat.

## Bekende naamdraagsters
- Arlette de Falaise, moeder van Willem de Veroveraar
- Arlette Gruss, (1930-2006), Franse circusdirectrice
- Arlette Laguiller, (1940-), Franse politica, aanvoerster van Lutte Ouvrière, die vaak simpelweg als Arlette wordt aangeduid

## Arlette in fictie
- Arlette, een in 1997 uitgekomen film van Claude Zidi